# Caligavis obscura
Caligavis obscura là một loài chim trong họ Meliphagidae. Loài chim này được tìm thấy ở New Guinea.
Môi trường sống tự nhiên của chúng là rừng cận nhiệt đới hoặc nhiệt đới đất thấp ẩm và rừng núi cao cận nhiệt đới hoặc nhiệt đới ẩm.
Loài chim này trước đây được xếp vào chi Lichenostomus nhưng đã được chuyển sang Caligavis sau khi một phân tích phát sinh chủng loại phân tử được công bố vào năm 2011 cho thấy rằng chi ban đầu là đa ngành.